# 在パース日本国総領事館
在パース日本国総領事館（英語: Consulate-General of Japan in Perth）は、オーストラリア第四の都市にして西オーストラリア州の州都パースに設置されている日本の総領事館である。2019年1月より、鈴木徹が総領事を務めている。
1966年4月26日、パースに総領事館を開設することが定められた。

## 所在地
2011年8月2日より、下記の住所で運営されている。
U22 / Level 2, 111 Colin Street, West Perth WA 6005

## 管轄地域
西オーストラリア州を管轄。